# Kitolov
Kitolov je lov na kitove, najčešće s brodova. Cilj je bio dobivanje trana za gorivo, ali je služio i kao industrijska sirovina. Za razliku od cijenjenog trana, kitovo meso je počelo igrati neku komercijalnu ulogu tek pred kraj 20. stoljeća. Osim toga, neki ribari misle da bi kitove trebalo desetkovati jer osim bolesti, nemaju prirodnih neprijatelja pa će destabilizirati ekološku ravnotežu.

## Povijest lova na kitove
Nalazi crteža na stijenama i kostiju na jugu korejskog poluotoka dokazuju, da su na tom području ljudi lovili kitove još prije 7.000 godina. Spiljski crteži nađeni u Skandinaviji također dokazuju više tisućljeća staru tradiciju kitolova u Europi. Sjevernoamerički narod starosjedilaca Inuiti tradicionalno i danas izlovljavaju kitove služeći se pri tome kopljem koje bacaju na kita iz kajaka.
Još u 12. stoljeću su se Baski intenzivno bavili lovom na kitove. 
Veliki lov na kitove počeo je u ranom 17. stoljeću i s vremenom se samo povećavao tako dugo, dok je zbog velikog pada broja životinja u svjetskim oceanima izgubio na rentabilnosti. Pa i tada su otpori zabrani 
kitolova bili vrlo jaki. 
Kitov tran je bila važna sirovina za umjetnu rasvjetu. Osim toga od njega su se proizvodili sapun, kreme, juhe, boje, želatina ili čak i jestive masti. U početku je bio neophodan i za proizvodnju nitroglicerina. Još nakon prvog svjetskog rata je vodstvo britanske vojske smatralo, da: "bez kitovog ulja Vlada ne bi mogla dobiti bitku ni za prehranu, ni za municiju". 
Ulješura je lovljena zbog velike količine spermaceta (oko 2 tone) koji se nalazi u istoimenom organu u glavama ove vrste kitova kao i zbog vrlo rijetke mirisne tvari ambre. Ambra je neprobavljivi ostatak lignji u crijevima ulješure, a zbog ugodnog mirisa, ona je u 19. stoljeću bila važna sirovina u proizvodnji parfema. Spermacet je dobar za proizvodnju svijeća, za čišćenje rublja, proizvodnju kozmetike i kao mazivo .
U početku su se kitovi lovili malim, snažnim čamcima na vesla s posadom od šest do osam ljudi koji su ga ubijali harpunima i kopljima. Ubijeni kit bi se vukao uz bok broda, skinulo mu se salo, a ostatak ostavio galebovima i ribama. 
S pojavom "topa" koji je izbacivao harpun počeo je i lov na brže kitove, kao što su  perajari i plavi kitovi. Glad za gorivom iz kitove masti opala je s pojavom petroleja, ali na žalost kriza koja je tada zahvatila čitavu tu privrednu granu nije dugo trajala. Pojavio se margarin pa zatim i razdoblje povećane potrebe za nitroglicerinom pred početak Prvog svjetskog rata zbog proizvodnje municije.
Tek u tridesetim godinama 20. stoljeća shvaćeno je, da izlov kitova ugrožava opstanak ovih velikih životinja.  Samo u jednoj sezoni kitolova, 1930/1931 ubijeno je 30.000 plavih kitova, više od čitave njihove populacije danas na Zemlji.

## Zaštita
Još između dva svjetska rata, Liga naroda je pokušala staviti kitove pod zaštitu, i 1935 je stupila na snagu zabrana kitolova, ali je vrijedila samo za njene članice. Kako Engleska i Norveška nisu bile članice Lige naroda, njihove flote kitolovaca su samo imale više posla za zadovolje glad za sirovinama koja je i dalje trajala. 
I danas se, na temelju prigovora konvenciji o zabrani lova na kitove Norveška dozvoljava lov na njih.
Tijekom 20. stoljeća ubijeno je oko 3 milijuna kitova. Ostaje veliko pitanje da li će se razne vrste kitova uopće moći oporaviti dovoljno da prežive ovo sadašnje stoljeće .